# افتتاحية 1812

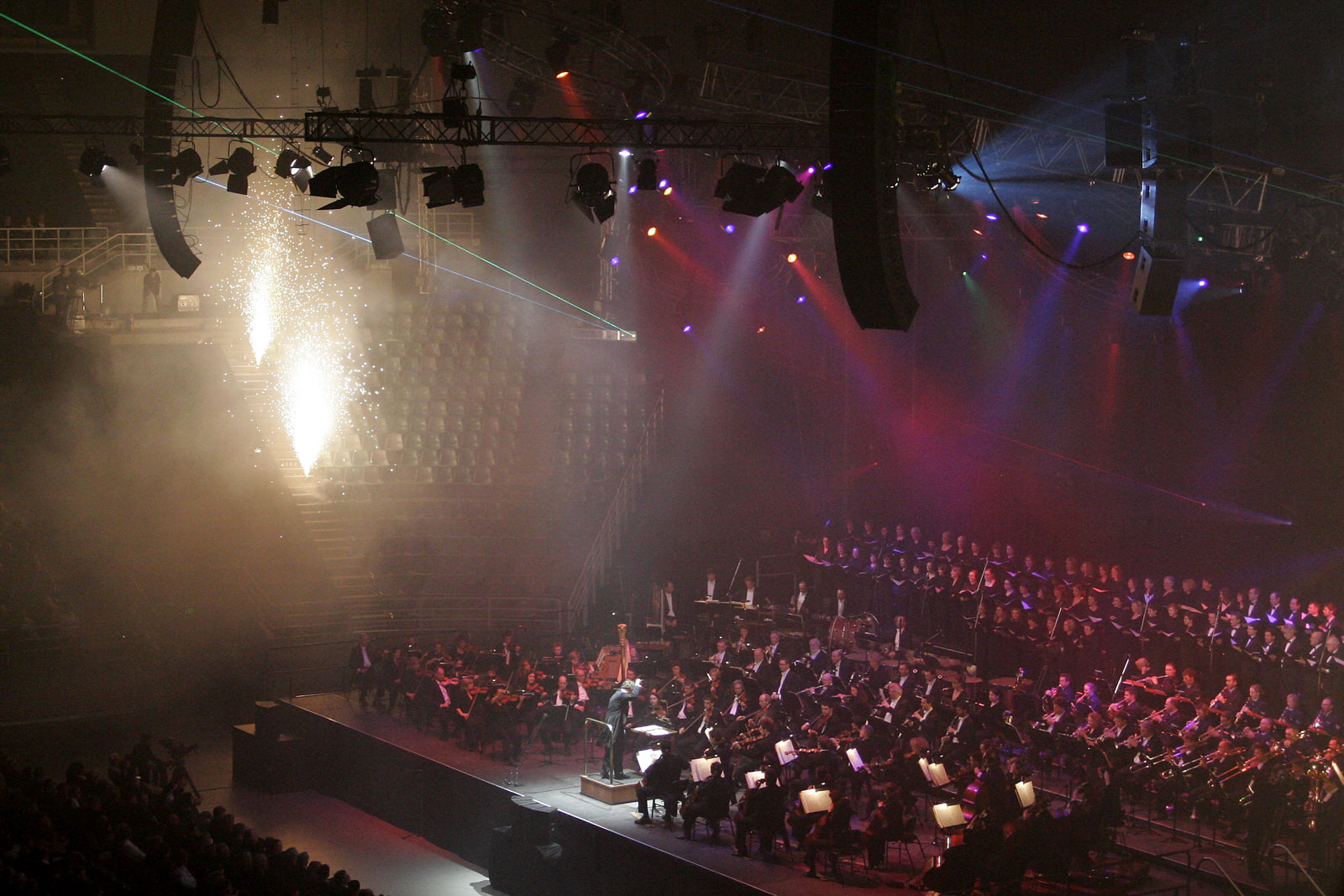
افتتاحية 1812 أديت كاملة مع إطلاق المدافع في «مهرجان روائع الكلاسيك 2005».

افتتاحية 1812 (بالإنجليزية: 1812 Overture)‏ هو عمل أوركستري بواسطة بيتر إليتش تشايكوفسكي إحياء لذكرى محاولة الغزو الفرنسية الفاشلة لروسيا وما نجم عن ذلك من انسحاب جيش نابليون، الحدث الذي جعل العام 1812 م نقطة تحول في الحروب النابليونية. وتشتهر هذه الافتتاحية بسلسلة متتالية من إطلاقات المدافع والتي تمثل أحيانا في المهرجانات التي تقام في العراء باستخدام مدافع حقيقية. وعلى الرغم من أن هذا التأليف لا يرتبط بعلاقة تاريخية بحرب 1812 م بين الولايات المتحدة والمملكة المتحدة، فإنها عادة ما تؤدى في الولايات المتحدة بجانب مقطوعات موسيقية وطنية أخرى.
كان أول أداء علني للافتتاحية في كاتدرائية المسيح المخلص في موسكو في 20 أغسطس 1882 م.

## نبذة
تعتبر هذه الافتتاحية نوع من الموسيقى ذات البرنامج والتي توحي للمستمع ببرنامج مثل لوحة تشكيلية أو منظر من الطبيعة أو أفكار موسيقية. تستهل المقطوعة بأنغام حزينة من ترانيم الكنسية الروسية، مذكرة بتصريح بدء الحرب الذي أعلن أثناء تأدية الشعائر الدينية في الكنائس الروسية. يلي ذلك مباشرة ترانيم إجلالا للانتصار الروسي في الحرب. وقد صورت « رواية الحرب والسلام » لليو تولستوي التفاعلات أثناء إعلان الحرب والانتصار.
يلي ذلك مقطع يعبر عن خطى الجيش يؤدى بالأبواق. وفي حين أن النشيد الوطني الفرنسي -لا مرسيليز- يعكس الانتصارات الفرنسية في الحرب واحتلال موسكو في سبتمبر من عام 1812 م، فإن الرقص الشعبي الروسي يعكس ذكرى المعركة التي هُزم فيها نابليون. ويُمثل الانسحاب من موسكو -الذي كان في أكتوبر من نفس العام- في الافتتاحية بلحن متناقص في الشدة (diminuendo). إطلاق المدفع يعبر عن تقدم الجيش نحو الحدود الفرنسية. ومع نهاية الصراع، ترجع الافتتاحية إلى الترانيم تؤديها كامل الأوركسترا مصحوبة برنين أجراس النصر والتحرير لروسيا من الاحتلال الفرنسي. كما يسمع في الافتتاحية النشيد الوطني الروسي « رب احفظ القيصر » مناظرا للنشيد الوطني الفرنسي الذي ورد سابقا.
خلال فترة الاتحاد السوفياتي كان يجب أن تعدل معزوفة تشايكوفسكي لتبديل مقطع رب احفظ القيصر بجوقة «المجد» من أوبرا إيفان سوسانين التي ألفها غلينكا.
في الغالب تستبدل الطبول القرارية بالمدفع لتوليد أصوات الانفجارات التي وصفها تشايكوفسكي، كما تستخدم طبول أخرى بشكل أقل. ولقد استعملت إطلاقات يمدافع في بعض الأحيان، وتم أول تسجيل لذلك بواسطة أوركسترا مينابوليس في عقد الخمسينات. تلا ذلك تسجيلات مشابهة من قبل مجموعات أخرى استغل فيها التطورات التقنية في مجال الأصوات. وتستخدم المدافع سنويا في احتفالات الرابع من يوليو حين تؤدى افتتاحية 1812 من قبل بوستون بوبس في حفلتها السنوية على ضفة نهر تشارلز، كما تستخدم أيضا في أكاديمية الدفاع الجوي الأسترالية أثناء استعراضها العسكري السنوي في كانبيرا في أستراليا.
في منتصف العقد 1960 م، كتب إيغور بوكيتوف إعدادا موسيقيا للافتتاحية مستخدما جوقة من المنشدين. في هذا الاعداد يؤدى الافتتاح بالإنشاد الصوتي بدلا من استخدام التشيلو والكمان الأوسط كما يستبدل إنشاد الأطفال بالناي والبوق الإنجليزي.

## أعمال شعبية يرد فيها مقاطع من الافتتاحية
وردت مقاطع من الافتتاحية، خصوصا تلك التي تحتوي على أصوات المدافع، في عدد من الأعمال الشائعة:
- في شاشة أفضل نتيجة في لعبة بروجيكت-أكس (Projet-X).
- في موسيقى المقدمة للعبة كمبيوتر تدعى ويزكد.
- في لعبة الكمبيوتر فينديش فريدز بيغ توب أو فن (Fiendish Freddy's Big Top O'Fun).